# Ratpenat frugívor de dents agudes de Whitehead
El ratpenat frugívor de dents agudes de Whitehead (Harpyionycteris whiteheadi) és una espècie de ratpenat de la família dels pteropòdids. És endèmic de les Filipines. El seu hàbitat natural són els boscos de plana i de l'estatge montà. Està afectat per la desforestació però no es creu que estigui en perill d'extinció.